# Турбач
Турбач (пол. Turbacz) — найвища вершина гірського масиву Горце, розташованого на півдні Малопольщі. Вона лежить в середині хребта, і за більшістю джерел має висоту 1310 метрів. Сама вершина оточена густим сосновим лісом, що унеможливлює огляд околиць. Однак у минулому тут не було дерев, і, згідно з джерелами 1832 року, можна було побачити місто Краків у телескоп. На вершині — кам'яний обеліск із залізним хрестом. Сама вершина Турбач знаходиться за межами Горчанського національного парку, межа якого проходить зі східної та північної сторони вершини. На вершині Турбача або безпосередньо біля нього межують п'ять міст: Лопушна, Ваксмунд і Обідова у Новотарзькому повіті та Поремба-Велика і Засадне у Ліманівському повіті.

## Топографія
Від Турбача відходить кілька гірських хребтів. Деякі з них розгалужуються біля вершини:
- Гірський хребет у східному напрямку. Від цього хребта в Кічоже відгалужується бічний хребет, який через Кнуровський перевал переходить у довгий Любанський хребет ;
- хребет Мостовниці та Кудлонь у північно-східному напрямку;
- хребет Турбачик у північному напрямку;
- хребет Сухи Гронь на північному заході;
- хребет Обідовець, що тягнеться на захід до перевалу Сєнявська ;
- хребет Середнього Верха, також на захід;
- хребта Буковини Обідовської в південно-західному напрямку. Від нього відгалужується Буковинська ваксмунська гряда[3].

## Історія
У горянському діалекті гора називається як: Турбач (Turbac), Трубач (Trubac) або Турбок (Turboc).
За словами Владислава Мацейчака, етнічна назва колись стосувалася лише Гали Турбач і була неправильно перенесена на вершину, а правильною народною назвою було: «Ключки / Kluczki» (записано в австрійських книгах). Ця назва досі належить до лісу, розташованого на південній стороні. Її також використовують старші жителі Загуря, коли згадують саму вершину. До кінця XIX ст. використовувалися такі назви, як: Niedźwiedź, Niedźwica, Niedźwiedzica. Вони виникли внаслідок помилки у 1790 році картографів Габсбургів, які працюючи над картою Галичини, припустилися помилки, помістивши на місці вершини село Недзведз, що призвело до плутанини в назві протягом усього XIX століття. Під назвою Niedźwiedź та іншими вершина все ще значилася в Географічному словнику Королівства Польського. При визначенні вершини в цьому словнику згадується також Ключський ліс та окремий гірський рукав під назвою Турбач (Вєрхова). Вважається, що прізвище Турбач має волоське коріння. Одна з теорій говорить, що воно походить від румунських слів: turba — «дерн, торф». Існує також теорія, згідно з якою назва спочатку стосувалася потоку Турбац і є точно східно-румунською назвою, що належить до слова turbat — «лютий», «божевільний», «неспокійний», «каламутний». Також було припущення, що назва може походити від гри на трембітах, згідно з цією теорією, оригінальною версією були б слова горців, що починалися на tr. У Бескидах багато імен волоського походження, вони стали популярними після приходу волохів у XIV–XV століттях.
Під час Другої світової війни та в другій половині 1940-х років на території Турбач діяли численні антинацистські та антирадянські партизанські загони. Одна особистість, тісно пов'язана з вершиною, — Юзеф Кураш, бойовий псевдонім Оген, суперечливий польський проклятий солдат, який воював як з нацистськими, так і з радянськими окупантами.
У минулому місцеві жителі називали гору Ключками. У 1790 році картографи Габсбургів, працюючи над картою Галичини, припустилися помилки, помістивши на місці вершини село Недзведз, що призвело до плутанини в назві протягом усього XIX століття. Саме слово Turbacz, ймовірно, волоського походження, походить від румунського слова turbă, що означає «торф».

## Туризм
Турбач популярний серед туристів, із з'єднанням кількох стежок, розташованих перед місцевим притулком Польського туристично-краєзнавче товариства (ПТТК). З самого притулку, розташованого на висоті 1283 метри, відкривається вид на Татри та гори П'єніни. Притулок Турбач — це велика кам'яна будівля з двома крилами. Відкритий у 1958 році, розрахований на 100 ліжок. Поряд з притулком знаходиться Музей гірської культури і туризму ПТТК, відкритий у 1980 році.
Кожної другої неділі серпня біля так званої Папської каплиці, на галявині Wisielakovka, відбувається Свято гір. Він приваблює багато туристів, і на цьому ж місці традиційну месу очолив Юзеф Тішнер. 12 серпня 2012 року на галявині Віселяківка відкрито пам'ятник польським воякам. Кожного літа через Турбак пролягає маршрут велосипедного марафону, який проводиться щорічно влітку. Маршрут веде від Рабка-Здруй до Турбача, який також є найвищою точкою польських MTB марафонів, а потім слідує складними маршрутами назад до Рабки.

## Клімат
Вершина Турбач має субарктичний клімат (за класифікацією кліматів Кеппена Dfc) через її висоту. Середні температури можна порівняти з тими, що спостерігаються в місцях далекої Північної Європи, таких як Альта, Норвегія, однак, згідно з Холдріджем, висока річна кількість опадів у поєднанні з низькими температурами твердо поміщає його в зону субальпійських тропічних лісів.
| Клімат Турбач, Польща (1310 м)             | Клімат Турбач, Польща (1310 м) | Клімат Турбач, Польща (1310 м) | Клімат Турбач, Польща (1310 м) | Клімат Турбач, Польща (1310 м) | Клімат Турбач, Польща (1310 м) | Клімат Турбач, Польща (1310 м) | Клімат Турбач, Польща (1310 м) | Клімат Турбач, Польща (1310 м) | Клімат Турбач, Польща (1310 м) | Клімат Турбач, Польща (1310 м) | Клімат Турбач, Польща (1310 м) | Клімат Турбач, Польща (1310 м) | Клімат Турбач, Польща (1310 м) |
| Показник                                   | Січ.                           | Лют.                           | Бер.                           | Квіт.                          | Трав.                          | Черв.                          | Лип.                           | Серп.                          | Вер.                           | Жовт.                          | Лист.                          | Груд.                          | Рік                            |
| Середній максимум, °C                      | −4                             | −2                             | 0,5                            | 6,5                            | 13,5                           | 16,0                           | 18,0                           | 17,5                           | 12,0                           | 7,5                            | 1,5                            | −2                             | 7,1                            |
| Середня температура, °C                    | −7,1                           | −5,3                           | −2,5                           | 2,6                            | 7,8                            | 10,7                           | 12,2                           | 12,1                           | 8,0                            | 3,7                            | −2                             | −5,5                           | 2,9                            |
| Середній мінімум, °C                       | −10,5                          | −9                             | −6                             | −2                             | 2,5                            | 5,5                            | 6,5                            | 6,5                            | 3,5                            | 0,0                            | −5,5                           | −9                             | −1,5                           |
| Середня кількість сонячних годин на місяць | 84                             | 95                             | 115                            | 135                            | 177                            | 161                            | 167                            | 148                            | 127                            | 123                            | 83                             | 70                             | 1485                           |
| Норма опадів, мм                           | 78                             | 74                             | 83                             | 109                            | 142                            | 181                            | 206                            | 163                            | 132                            | 101                            | 87                             | 79                             | 1435                           |
| ------------------------------------------ | ------------------------------ | ------------------------------ | ------------------------------ | ------------------------------ | ------------------------------ | ------------------------------ | ------------------------------ | ------------------------------ | ------------------------------ | ------------------------------ | ------------------------------ | ------------------------------ | ------------------------------ |
| Джерело: IMGW                              |                                |                                |                                |                                |                                |                                |                                |                                |                                |                                |                                |                                |                                |

## Галерея

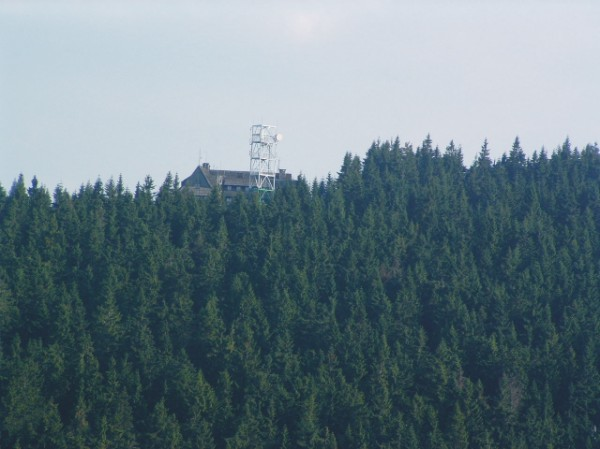
Вид з лоба Турбача на гірський притулок Турбач
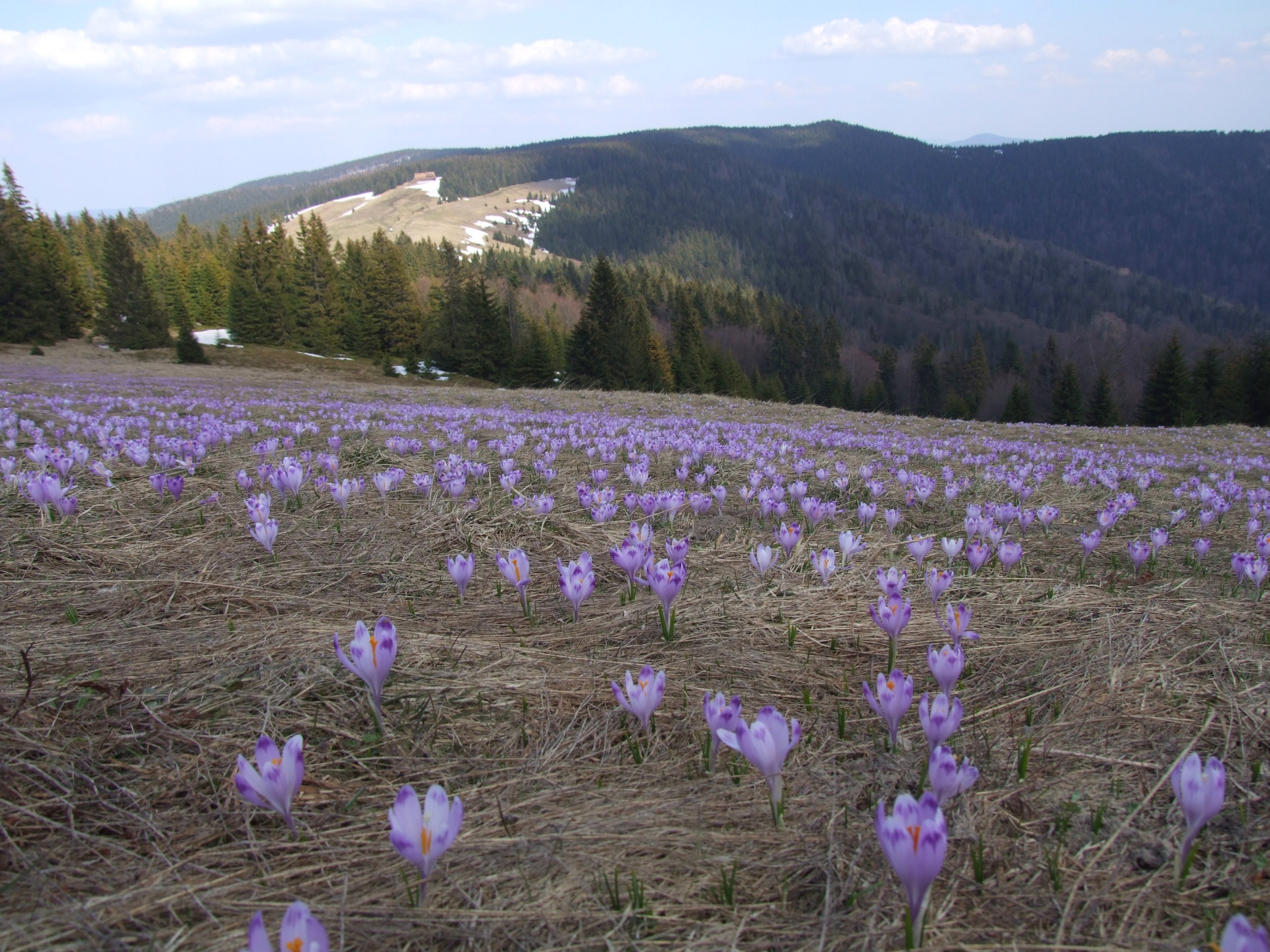
Турбач навесні
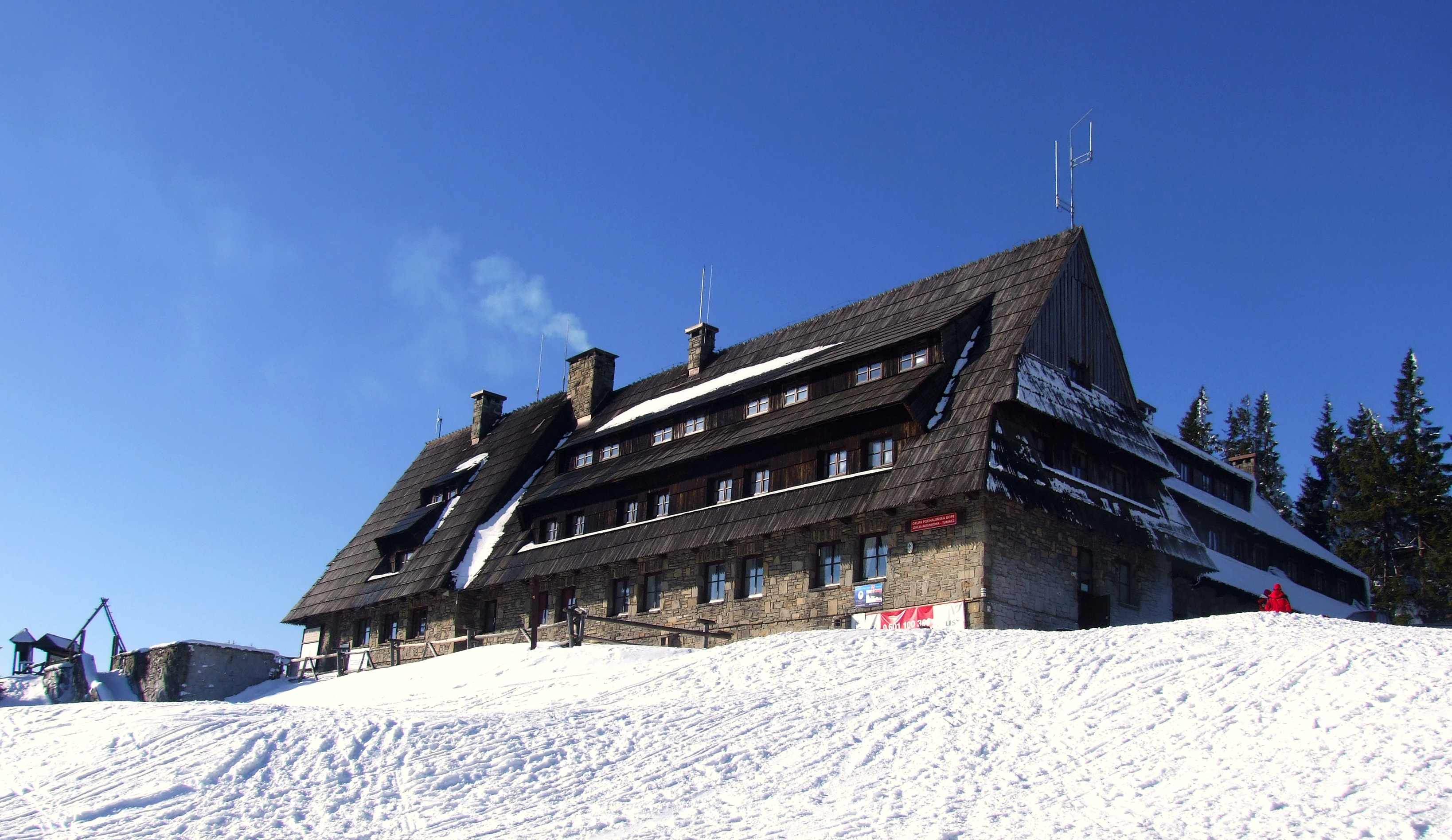
Гірський хостел Турбач
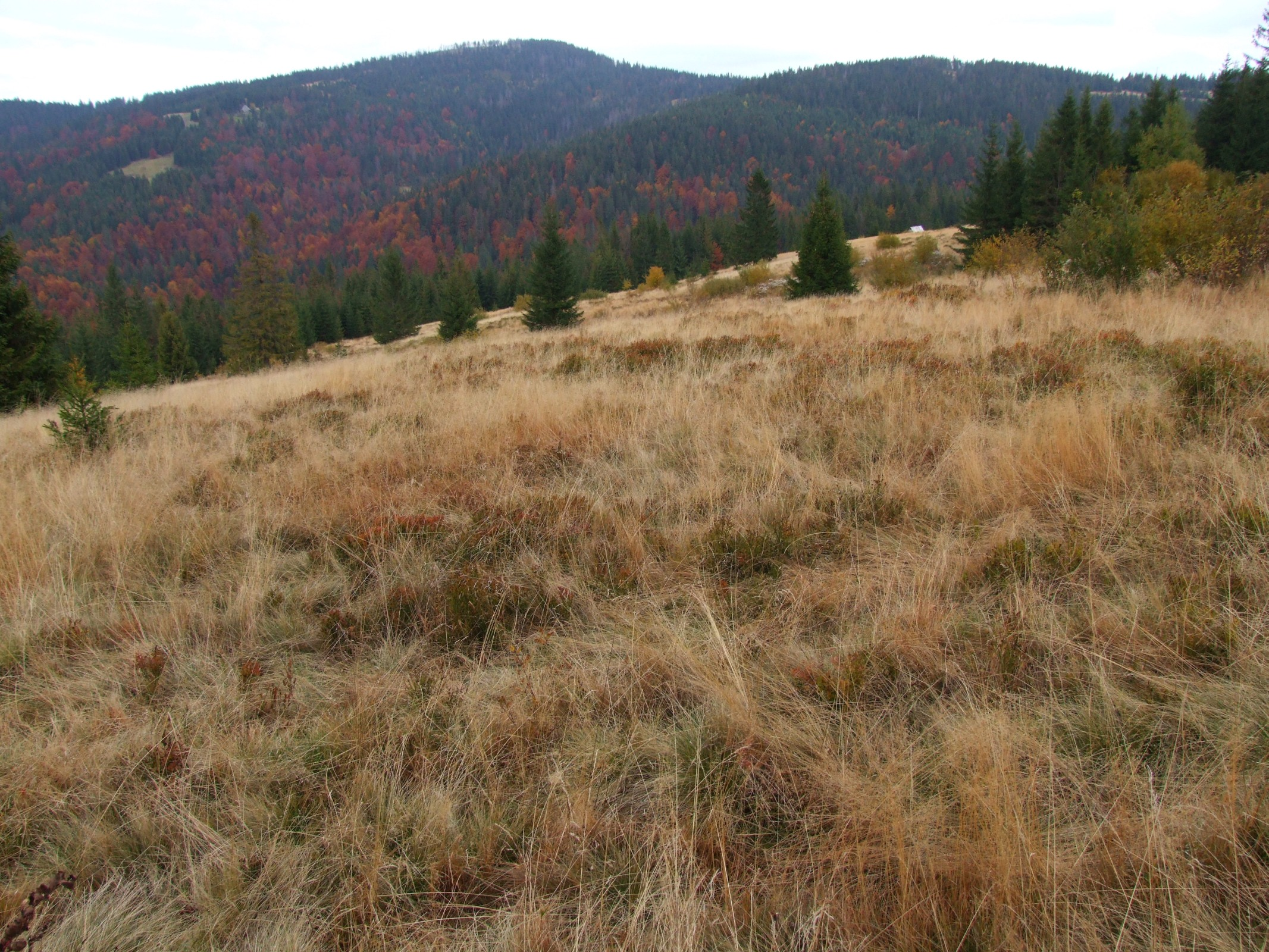
Вид на Турбач з галявини на Буковину Мейську
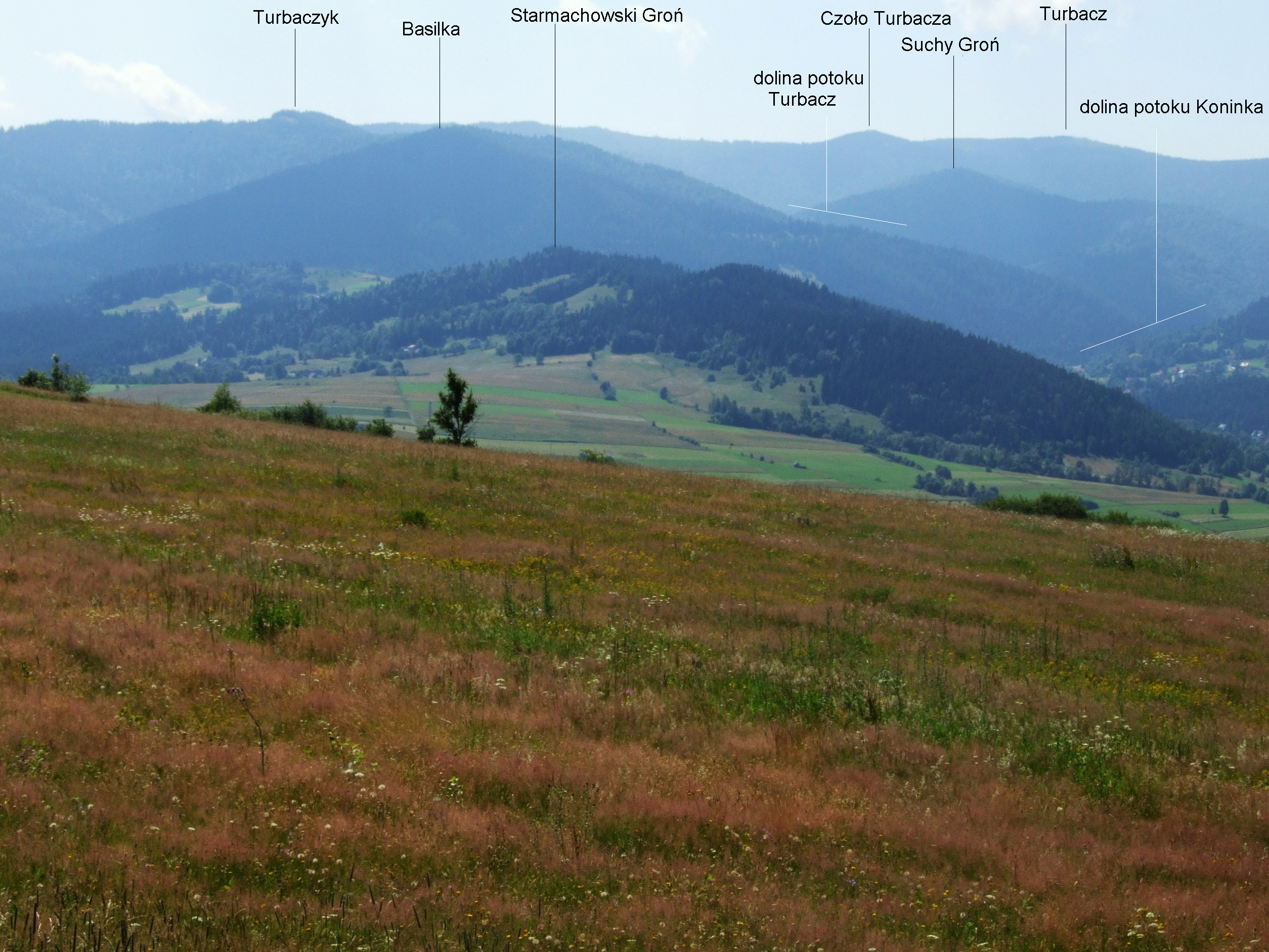
Розташування Турбача в межах прилеглих східних хребтів
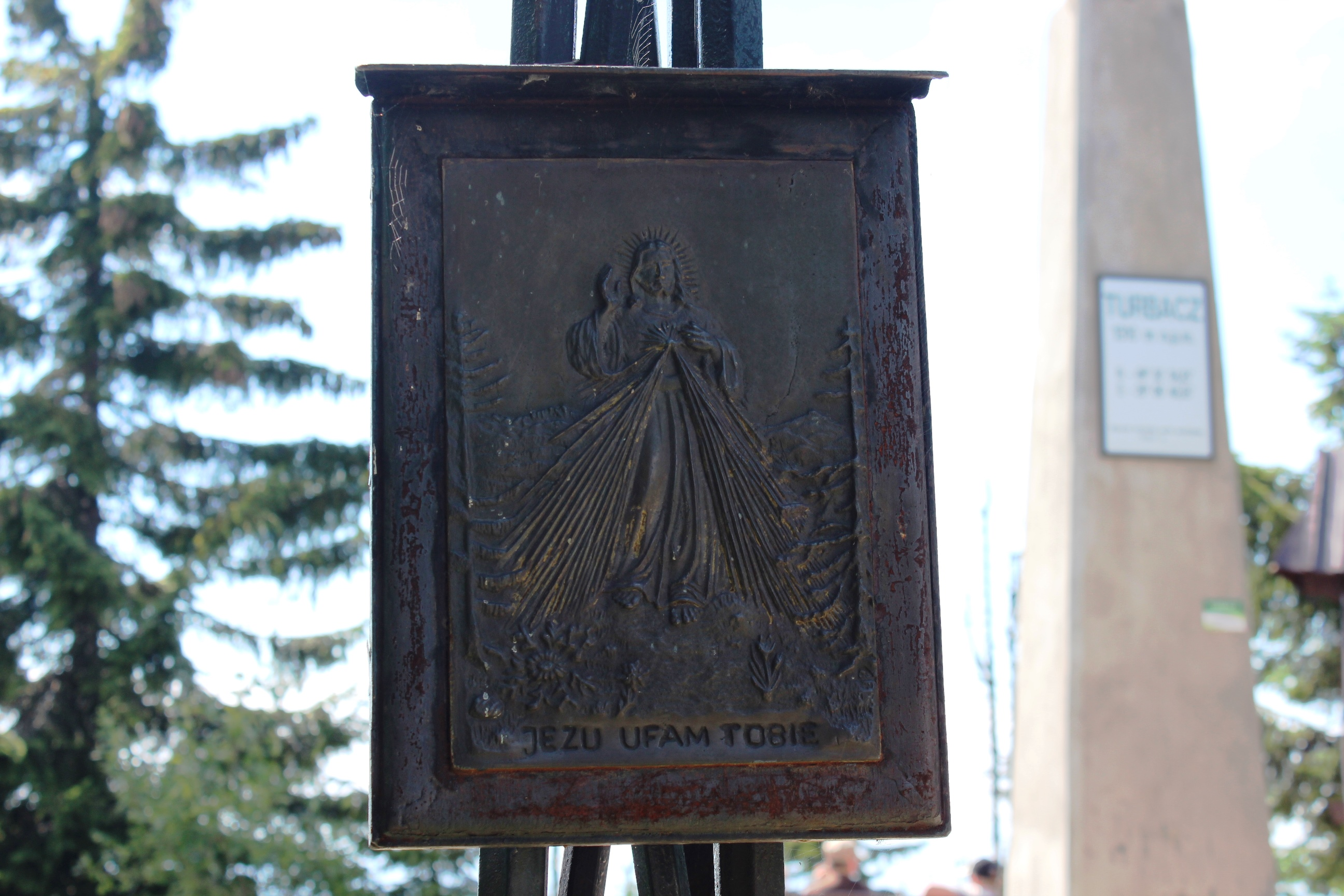
На вершині Турбача встановлено металевий барельєф із зображенням Образу Милосердного Ісуса
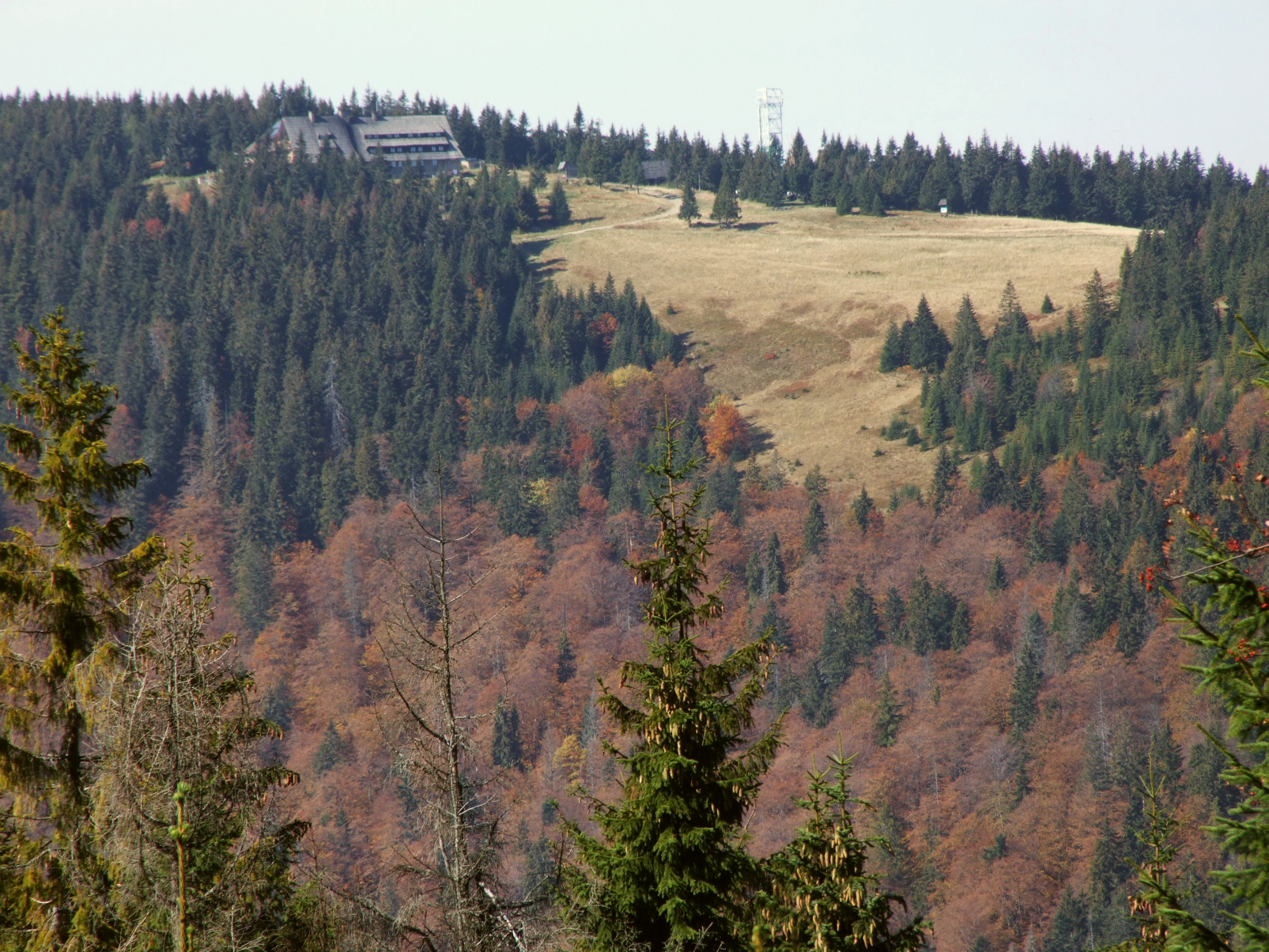
Вид на Турбач з південного боку, на фото видно гірське шале